# Ái Liên
Ái Liên (1920 – 1991) là một ca sĩ, diễn viên, nghệ sĩ cải lương tài danh. Bà không chỉ là nữ ca sĩ tiên phong của tân nhạc mà còn là một diễn viên tài sắc vẹn toàn đất Bắc nổi tiếng trong thập niên 1930-1940. Sau này, bà còn là một diễn viên nòng cốt của nghệ thuật cải lương cách mạng miền Bắc.
Ái Liên được truy tặng danh hiệu Nghệ sĩ nhân dân vào năm 1997.

## Tiểu sử và sự nghiệp

### Thời thơ ấu
Ái Liên tên thật Thái Thị Ái Liên (sau khi có cha dượng, bà được đổi sang họ Lê thành Lê Thị Ái Liên), có nhiều tranh cãi về năm và ngày sinh của bà, bà sinh năm 1920 tại Hải Phòng trong một gia đình có truyền thống nghệ thuật. Mẹ cô là bà Trần Thị Sinh – một diễn viên cải lương, dì là bà Trần Thị Lương, cậu là nhạc sĩ Canh Thân (tức Tino Thân). Chị cô là Lan Phương, sau này cũng là một nghệ sĩ cải lương tài danh. Cha cô là một nhà buôn trên con tàu chạy Hải Phòng - Hương Cảng đã đưa Ái Liên đi học các lớp sinh ngữ ở Hồng Kông, do đó cô có thể nói và hát tiếng Anh, Pháp, Hoa, Nhật. Tuy gia đình cô không phải là gia đình Công giáo nhưng cô từng học ở một trường dòng Mary Knoll ở Hồng Kông. Sau khi cha cô mất, mẹ cô kết hôn với ông Lê Văn Thuyết (tức Già Thuyết). Lớn lên cô là nữ sinh của trường Đức Trí ở đường Cát Giải, Hải Phòng.
Ngay từ lúc còn bé, Ái Liên đã say mê theo mẹ và anh chị học diễn cải lương. Lớn lên, nhờ khả năng thiên phú và sự luyện tập, Ái Liên bộc lộ tài năng đa dạng của mình. Cô tinh thông các nhạc cụ dân tộc như đàn kìm, cò, sến, độc huyền, thập lục, điều khiển giàn bát tấu, đánh trống, mõ thanh là... lẫn cả dương cầm, vĩ cầm, tây ban cầm, hạ uy cầm, trống jazz... Giọng hát của cô được Phạm Duy miêu tả là "trong như tiếng hạc bay qua".

### Thành danh
Năm 16 tuổi, cô trở về Hải Phòng, sau đó tham gia các đêm diễn từ thiện ở Hà Nội, Nam Định với danh nghĩa tài tử. Sau đó cô được Hội kịch Bắc Kỳ (La Scène Tonkinoise) mời làm diễn viên, đóng vai Yến trong vở opéra comique mang tên Kịch trường vạn tuế của Trần Ngọc Diệp (một trong những vở ca kịch hài đầu tiên của Việt Nam). Cô được tờ báo tiếng Pháp L'Annam Nouveau ngợi khen là một tài năng lớn đầy hứa hẹn. Ái Liên nhanh chóng trở thành ngôi sao của đoàn kịch La Scène Tonkinoise, và cô còn được gọi là Miss Hanoi (Hoa khôi Hà Nội). Cuối tháng 1 năm 1935, La Scène Tonkinoise kiện cô vì vi phạm hợp đồng. Sau khi Ái Liên từ bỏ đoàn kịch, La Scène Tonkinoise nhanh chóng suy tàn vào năm 1935.
Năm 1937, Ái Liên chiếm chức tại hội chợ tơ lụa Hà Đông, sau đó cùng mẹ thành lập gánh hát Liên Hiệp. Nhưng do nhiều gánh khác như Quảng Lạc, Hiệp Thành, Ứng Lập Ban đang rất đông khách lúc bấy giờ, gánh Liên Hiệp không có đất diễn nên phải đi lưu diễn nhiều nơi. Sau đó do quản lý kém nên tan rã. Cuối năm 1937, Ái Liên theo gánh Đại Phước Cương vào Nam (có sự tham gia của những nghệ sĩ nổi tiếng như Năm Châu, Từ Anh, Bảy Nhiêu, Năm Phỉ, Ba Vân, Kim Cúc, Kim Lan).

Đĩa Beka thu bài Guitare d'Amour hát chung với Năm Châu, dàn nhạc Orchestre Francois Nở

Năm 1938, Ái Liên cùng với nghệ sĩ cải lương Kim Thoa đã thu 18 bài hát với ba dàn nhạc khiêu vũ Sài Gòn vào 9 đĩa 78 vòng/phút của hãng đĩa Beka. Những ca khúc được là những bài "Ta theo điệu tây" và đây cũng là những đĩa tân nhạc đầu tiên của Việt Nam. Ái Liên đã thể hiện một số ca khúc Pháp, Anh, viết lời Việt bởi Tư Chơi và Năm Châu, như "Un Bateau", "Santa Lucia", "Guitare d'Amour" (hát chung với Năm Châu), "Une Chanson Pour Nina"... với phần nhạc đệm của Charles Thu (tức Võ Đức Thu). Những bản ghi âm này được phát sóng đều đặn trên Đài phát thanh Sài Gòn lúc đó. Sau này, cô còn thu nhiều bản nữa như "Thằng cuội" (Lê Thương), "Ru con", "Lý con sáo" (dân ca Nam Bộ), "Cô lái đò" (Nguyễn Đình Phúc), "Dạ cổ hoài lang" (Cao Văn Lầu)...
Năm 1940, Ái Liên trở về Bắc thành lập đoàn Ái Liên khi mới ngoài 20 tuổi. Sau vài tháng tập luyện, đoàn đã dựng 6 vở cải lương Tiếng chuông chùa, Bóng người trong sương, Ái tình và nghệ thuật, Đời cô Yến, Chân ái tình và Cô gái Mường. Đoàn Ái Liên đã đi lưu diễn ở trên khắp Đông Dương và thu được thành công lớn. Đặc biệt trong chuyến hát ở Nam Vang, đoàn đã biểu diễn trước Hoàng gia Cao Miên và thái tử Norodom Sihanouk. Đoàn được ngợi khen nhiệt liệt và Ái Liên được Sihanouk tặng huân chương rồng vàng, Anh Đệ, Huỳnh Thái, Lan Phương và Phong Trần Tiến (4 tài tử chính) được tặng bằng khen danh dự .
Thời gian này, Ái Liên đã trở thành một trong những diễn viên miền Bắc được mọi người mến mộ cùng với Kim Xuân, Bích Hợp, Lan Phương, Kim Chung... Cô còn thành công với những vai diễn tuồng như Vương hậu (Khuất Nguyên), Lương Sơn Bá (Lương Sơn Bá - Chúc Anh Đài)... Ngoài hát cho đoàn Ái Liên của mình, cô còn cộng tác với đoàn Kim Chung của bầu Long.
Ái Liên kết hôn với ông Hà Quang Định - một doanh nhân giàu có. Họ đã cùng sản xuất hai bộ phim ca nhạc Nghệ thuật và hạnh phúc và Phạm Công Cúc Hoa do Ái Liên đóng vai chính. Trong phim Nghệ thuật và hạnh phúc, cô đóng cùng Ái Loan (con gái cô), Lệ Thanh, Anh Đệ và Ngọc Dzư).

### Sau 1954
Sau 1954, Ái Liên ở lại miền Bắc (Gánh Kim Chung của bầu Long lại vào Nam). Bà trở thành một trong những diễn viên gạo cội của cải lương cách mạng miền Bắc, tiếp tục đóng nhiều vở cải lương như Kim Thông trong Dệt gấm, Võ Thị Sáu trong Người con gái đất đỏ (Phạm Ngọc Truyền), Tuý Mộng trong Người nữ diễn viên miền Nam... Bà còn đảm nhận vai trò Trưởng Đoàn Cải lương Bắc (nay là Nhà hát Cải lương Trung ương), Ủy viên Ban chấp hành Hội Nghệ sĩ sân khấu Việt Nam. Bà còn tham gia công tác giảng dạy đào tạo nhiều thế hệ diễn viên của Nhà hát. Đến năm 1984, bà kết thúc sự nghiệp sân khấu của mình và về nghỉ hưu.
Ái Liên mất năm 1991, hưởng thọ 73 tuổi. Ông Hà Quang Định qua đời năm 2007, hưởng thọ 95 tuổi.
Năm 1997, Ái Liên được Nhà nước truy tặng danh hiệu Nghệ sĩ nhân dân (đợt 4).

## Gia đình
Bà sinh tổng cộng 14 người con nhưng nhiều người mất khi còn nhỏ, nhiều người sau này trở thành những nghệ sĩ nổi tiếng như:
- Hà Quang Văn: đạo diễn, nhà giáo nhân dân, nguyên hiệu trưởng trường Cao đẳng Sân khấu điện ảnh Thành phố Hồ Chí Minh.
- Hà Quang Sơn: họa sĩ thiết kế sân khấu, nghệ sĩ ưu tú, công tác tại Nhà hát cải lương Việt Nam. Con trai ông là nhạc sĩ Sơn Hải. Con dâu ông là nữ nhạc sĩ trẻ Lưu Thiên Hương.
- Hà Ái Xuân: ca sĩ, nghệ sĩ ưu tú.
- Hà Ái Vân: nữ ca sĩ nổi danh đất Bắc trong thập niên 1980. Sau này cô đi ra nước ngoài, tiếp tục hoạt động nghệ thuật, có hát cho trung tâm Thuý Nga.